# 尖尾霸鹟
尖尾霸鹟（学名：Culicivora caudacuta），是雀形目霸鹟科的一种鸟类，属于单型的尖尾霸鹟属（学名：Culicivora）。

## 特征
尖尾霸鹟体重约6.1克，翼长约41.1毫米，喙宽度约3.7毫米，喙厚度约3.1毫米，嘴峰长约11.2毫米，跗蹠长约15.6毫米，尾长约49.7毫米。
尖尾霸鹟具有部分的迁徙性，栖息在草地，它们是食肉动物，主要以昆虫、蜘蛛等陆生无脊椎动物为食。它们分布在玻利维亚东部至巴西中南部、巴拉圭东部和阿根廷东北部。